# Сан-Доначи
Сан-Доначи (итал. San Donaci) — коммуна в Италии, располагается в регионе Апулия, в провинции Бриндизи.
Население составляет 7136 человек (2008 г.), плотность населения составляет 210 чел./км². Занимает площадь 34 км². Почтовый индекс — 72025. Телефонный код — 0831.
Покровительницей коммуны почитается Пресвятая Богородица (Madonna delle Grazie), празднование 5 августа.

## Демография
Динамика населения:

## Администрация коммуны
- Официальный сайт: http://www.sandonaci.net/